# Der gefesselte Prometheus (Karikatur)
Der gefesselte Prometheus ist eine anonym und ohne Titel veröffentlichte politische Karikatur des Vormärz gegen die Unterdrückung der Presse im Königreich Preußen. Im Zusammenhang mit dem Verbot der Rheinischen Zeitung im Jahr 1843 durch die preußische Zensur bezieht die Kreidelithografie die Gestalt des Prometheus aus der griechischen Mythologie auf Karl Marx. Dieser hatte am 15. Oktober 1842 die Redaktionsleitung der Rheinischen Zeitung übernommen und darin radikale, revolutionäre Ideen des Linkshegelianismus verbreitet und war am 17. März 1843 aus der Redaktion ausgeschieden.

## Beschreibung und Bedeutung
Die Zeichnung zeigt einen nur mit einem Lendentuch bekleideten, bärtigen Mann, der an eine Handpresse gekettet ist. Am Horizont, links neben dem Akt, präsentiert die Szene eine Flusslandschaft mit einer Stadt. Bei näherem Hinsehen ist die Silhouette der Stadt Köln mit dem im Bau befindlichen Kölner Dom zu erkennen. Die 1842 begonnene Vollendung des Kölner Doms entsprach dem mittelalterlich romantisierenden, auf dem Gedanken des Gottesgnadentums aufbauenden Staats- und Herrschaftsverständnis des preußischen Königs Friedrich Wilhelm IV.
An der Presse ist eine mit „Rheinische Zeitung“ bezeichnete Druckfahne befestigt. Deren Titelblatt zeigt ein durchkreuztes, leeres Feld mit schwarzem Trauerrand. Das Ende der Kette, mit der der Mann gefesselt und auch der Hebel der Presse fixiert ist, führt zu einem Thron, der auf der Zeichnung oben links wie ein Wolkenthron dargestellt ist. Auf dem Thron sitzt ein Eichhörnchen und hält ein Schwert in den Fängen sowie den Preußischen Adler an einer Leine – eine Anspielung auf den preußischen Kultusminister Friedrich Eichhorn und dessen staatliche Zensurgewalt im Gefolge der Karlsbader Beschlüsse.
Der Preußische Adler hackt dem Angeketteten in den Bauch, um dessen Leber zu fressen. Durch diese Handlung entschlüsselt sich das allegorische Bilderrätsel der Zeichnung als Gleichnis auf die Prometheus-Sage, als Kritik an der Unterdrückung der Idee der Pressefreiheit in Preußen und als Protest gegen das Verbot der Rheinischen Zeitung. Zu Füßen des gefesselten Prometheus sind sieben Stadtgöttinnen dargestellt. Als solche sind sie durch Mauerkronen symbolisiert. Sie personifizieren die politischen Zentren der preußischen Rheinprovinz – Köln, Düsseldorf, Aachen, Krefeld, Elberfeld, Koblenz und Trier – und klagen über die Unterdrückung, welche dadurch veranschaulicht wird, dass sie von der Bodenplatte der Druckpresse erdrückt werden.
Prometheus ist in der griechischen Mythologie ein Titan, der die ersten Menschen aus Lehm geschaffen und anschließend den Göttervater Zeus erzürnt hatte, weil er den Sterblichen verbotenerweise das Feuer brachte und sie damit in die Lage versetzte, eine Zivilisation zu begründen. Zeus bestrafte Prometheus sodann damit, dass er ihn fesseln ließ und dem Adler Aithon aussetzte, der regelmäßig von seiner Leber fraß, welche sich jedoch immer wieder erneuerte.
In der Zeichnung symbolisiert die Figur des Prometheus Karl Marx, den Chefredakteur der zum 31. März 1843 verbotenen Rheinischen Zeitung. Aus sozial- und religionskritischer Sicht idealisiert sie ihn dadurch als Wohltäter der Menschheit, als Gegner der Tyrannei und als Märtyrer. Marx identifizierte sich mit dem gefesselten Prometheus des griechischen Dichters Aischylos und hatte in der Vorrede seiner im Jahr 1841 veröffentlichten Dissertation Differenz der demokritischen und epikureischen Naturphilosophie über den Schöpfer und Feuerbringer der Menschen geschrieben: „Prometheus ist der vornehmste Heilige und Märtyer im philosophischen Kalender“. Er erwähnte dabei Prometheus’ Bekenntnis haplô logô, tous pantas echthairô theous („Mit einem Wort, ganz hass’ ich all’ und jeden Gott“) und nahm ironischen, religionskritischen Bezug auf die Heiligenkalender seiner Zeit und deren Märtyrerverzeichnisse.

## Urheberschaft
Als Urheber der Karikatur nahm der Kunsthistoriker Wolfgang Hütt einen Zeichner aus dem Kreis derjenigen Künstler der Düsseldorfer Malerschule an, die Robert Reinicks Lieder eines Malers illustriert hatten. Der Autor Remigius Brückmann vermutete als Zeichner des Blattes Lorenz Clasen. Der Heimatforscher und Politologe Horst Heidermann gab hingegen Wilhelm Kleinenbroich als deren Schöpfer sowie den Düsseldorfer Drucker und Buchhändler August Bötticher (Bötticher’sche Buchhandlung) als deren Verleger an.